# Jörgfried Schleicher
Jörgfried Schleicher (* 1960 in Siegburg) ist ein ehemaliger deutscher Radrennfahrer und nationaler Meister im Radsport.

## Sportliche Laufbahn
Schleicher war im Querfeldeinrennen (heutige Bezeichnung Cyclosport) und im Straßenradsport aktiv. 1982 siegte er in der nationalen Meisterschaft im Querfeldeinrennen vor Rainer Paus. 1980 wurde er Vize-Meister hinter Reimund Dietzen und 1986 hinter Mike Kluge. Mehrfach startete er in den Rennen der UCI-Cyclocross-Weltmeisterschaften.
Im Straßenradsport gewann Schleicher Etappen in der Rheinland-Pfalz-Rundfahrt 1981 und in der Niedersachsen-Rundfahrt (zweifach) 1984. 1984 gewann er das Eintagesrennen Mainfranken-Tour. 1979 wurde er Zweiter der Deutschen Meisterschaft im Straßenrennen.